# Survivalcraft
Survivalcraft — відеогра пісочниця з відкритим світом розроблена Марчіном Ігорем Калічінським, під брендом Candy Rufus Games. Після ранніх тестових версій гра була випущена 16 листопада 2011 року для Android, IOS, Microsoft Windows та Windows Phone. Дії гри відбуваються на безлюдному острові у відкритому світі, де гравець може добувати корисні копалини, ресурси та предмети, які можна перетворити на інструменти для виживання. Гра має шість режимів гри: Виживання, Складний, Жорсткий, Нешкідливий, Пригоди та творчий (Survival, Challenging, Cruel, Harmless, Adventure, Creative в оригіналі англійською мовою.) В перших чотирьох режимів гравцю потрібно виживати збираючи предмети та ресурси. В режимі творчої гри у гравця необмежена кількість предметів та здоров'я. Режим пригод використовується для карт з квестами і паркуром.
Поточна версія гри 2.4, майбутню версію 2.5 планується випустити в 2025 або 2026 році.

## Ігровий процес
Survivalcraft - це тривимірна (3D) гра-пісочниця, дія якої відбувається на безлюдному острові. Гра починається з того, що гравець створює відкритий світ на основі таких параметрів, як середня температура і вологість. Після налаштування світу, персонаж гравця опиняється на острові, оскільки екіпаж корабля, що знаходиться неподалік, оголошує, що не повернеться за ними.
Після закінчення діалогу гравця підштовхують до необхідності збирати ресурси та предмети, щоб вижити. Гравець може почати зі зрубування дерева, щоб отримати деревину і, в свою чергу, створити верстак, який потім може бути використаний для створення інших предметів і блоків. Предмети, які можна виготовити на верстаку, а також необхідні для цього предмети та способи їх виготовлення можна знайти в рецептурі . Потім гравець може використовувати інструменти, щоб збільшити шкалу голоду, вживаючи їжу від впольованих тварин, будуючи укриття для сну та ночівлі, або видобуваючи підземні ресурси. Якщо персонаж не їсть їжу протягом тривалого часу, індикатор голоду впаде до нуля, а індикатор здоров'я персонажа також зменшиться до нуля. Якщо індикатор здоров'я також впаде до нуля, персонаж помре. Гравцеві також потрібно створювати одяг, щоб запобігти замерзанню персонажа і виснаженню пунктів індикатора здоров'я .
У грі є шість різних ігрових режимів: Виживання, Виклик, Жорстокий, Нешкідливий та Творчий. У перших чотирьох ігровий персонаж починає гру з порожніми руками, і перед гравцем стоїть завдання вижити на острові самотужки та зібрати необхідні ресурси для створення предметів і блоків, які допоможуть йому вижити. Режим «Нешкідливий» полегшує виживання завдяки нейтральним тваринам, які не нападають, якщо їх не спровокувати, і швидшому часу зцілення. Виклик - це звичайний режим виживання, в якому тварини нападають, коли персонаж наближається до них на певну відстань, а час зцілення є довшим і умовним. Єдина відмінність Cruel від Challenging полягає в тому, що світ видаляється, якщо гравець помирає. З іншого боку, творчий режим дає гравцеві нескінченну кількість усіх блоків та предметів у грі. Персонаж може літати і не може померти або отримати травму під час гри в цьому режимі. У режимі виживання гравець починає з риби в інвентарі. Гравець також може повернутися туди, де він спав. У режимі пригод гравець не може розбивати блоки без використання відповідних інструментів, які зазвичай використовуються для квестових карт.